# 鳳凰翼龍屬
鳳凰翼龍屬是翼龍目喙嘴翼龍科的一屬，化石發現於中國遼寧省，生存年代為侏羅紀晚期。
正模標本（編號CYGB-0037）是一個骨骼化石，雖然遭到嚴重擠壓，但大致保持完整。化石發現於遼寧省西部的髫髻山组，地質年代相當於1億6000萬年前。模式種是李氏鳳凰翼龍（F. lii），是在2010年由呂君昌等人所敘述、命名。屬名是以鄰近的鳳凰山為名，種名則是紀念捐出化石的李先生。鳳凰翼龍屬於喙嘴翼龍科的掘頜龍亞科，近親有掘頜龍、索德斯龍、抓頜龍。掘頜龍亞科的化石大多發現於侏儸紀晚期的地層，而鳳凰翼龍的化石發現於侏儸紀中期的地層
如同其他掘頜龍亞科，鳳凰翼龍的頭顱骨短，有大型眶前孔（Antorbital fenestra），牙齒垂直、牙齒間隔寬；而其他喙嘴翼龍科的牙齒較為傾斜。鳳凰翼龍的尾椎有較長突出，導致尾巴堅挺，這點與其他喙嘴翼龍科相同。鳳凰翼龍的上頜有11顆牙齒，比牠們的後期近親還多。